# Pharsalia ochreostictica
Pharsalia ochreostictica är en skalbaggsart som beskrevs av Stefan von Breuning 1938. Pharsalia ochreostictica ingår i släktet Pharsalia och familjen långhorningar. Inga underarter finns listade i Catalogue of Life.